# 寿光市

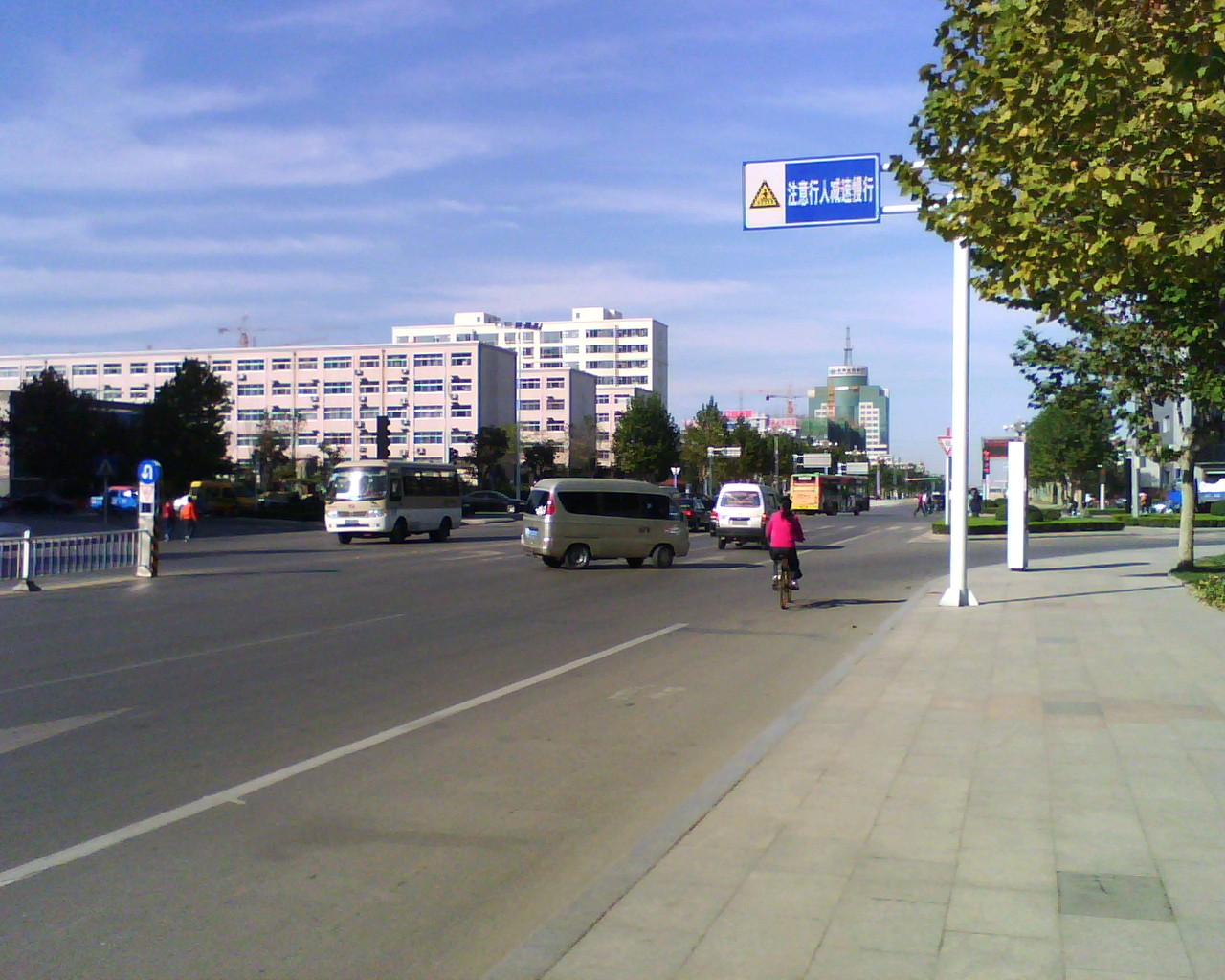
寿光市街道景象（圣城街-银海路）

寿光市位于中国山东省中北部，是潍坊市下辖的一个县级市。寿光市位于渤海莱州湾西南岸，是首批国家生态园林城市，是中国重要的蔬菜和原盐产地。市人民政府駐圣城街道金海路。

## 历史
西汉置寿光县，名称来源于战国时当地老人向齐国君主乞寿的一篇文字。历来归北海郡、青州府管辖。1868年12月捻軍在此全軍覆沒；1993年6月1日撤县设市。现隶属于山东省潍坊市。

### 2018年寿光洪灾
2018年8月22日，受颱風溫比亞影响，山东寿光多地连降暴雨，降雨量之大歷年罕见。受其影响，弥河流域上游冶源水库、淌水崖水库、黑虎山水库入库流量远超出库流量，造成寿光沿岸多个村庄遭遇河水倒灌，大量民居、农田、大棚及养殖场等损失惨重，而两名辅警因顶着暴雨执行救援任务落水遇難。
根據官方統計，至23日下午5時，災害造成13人死亡、3人失蹤、9999間房屋倒塌，經濟損失約92億人民幣。由於倒塌房屋在1萬棟以上，政府就必須啟動國家4級響應，9999間房屋倒塌這個數字也遭質疑過於巧合，有造假可能。凤凰网发文《寿光水灾房屋受损9999间，哪里来的事实？》，以人民日报客户端8月23日数据“倒塌房屋10335间，严重损坏房屋8240间，一般损坏房屋53465间”质疑，之后文章遭到删除。

## 人口
根据(山东省)潍坊市第七次全国人口普查公报显示：寿光市常住人口为1163364人，男性人口占比51.14%，女性人口占比48.86%。

## 地理
寿光地处渤海之滨，境内几乎都是平原和滩涂，土地肥沃，河汊、沟渠纵横。年平均气温12℃，降水量608毫米。全市工农业实力较强，农业极其发达，人民生活富裕，已连续多次入选全国综合实力百强县。
寿光市的最高点位于静山，它相对海平面海拔48米。

## 行政区划
寿光市下辖5个街道办事处、9个镇、1处乡级行政管理区，共有968个行政村、45个城市社区：
圣城街道、文家街道、古城街道、洛城街道、孙家集街道、化龙镇、营里镇、台头镇、田柳镇、上口镇、侯镇、纪台镇、稻田镇、羊口镇和双王城生态经济发展中心。

## 交通
寿光境内有高速公路2条，分别为 青银高速和 荣乌高速，是寿南和寿北地区蔬菜外运的重要通道。此外， 潍日高速亦从寿光境内穿过，并于17公里处设有寿光东服务区，但并未设立出入口，距离寿光最近的出入口为27公里处的潍城站。另有 文石线、 滨九线、 大沂线、 羊青线、 田高线和 寿高线共计6条干线公路，而规划中的 丹东线亦会从寿光境内穿过。

## 经济

### 农业
早在北魏时，贾思勰就在此著述了世界上第一本农业学专著《齐民要术》。目前寿光主产蔬菜、粮食、海产品等。其中蔬菜的产量非常大，建有批发市场，是中国最大的蔬菜集散中心。當地還有冬暖式蔬菜大棚。壽光因而并被国家授予“蔬菜之乡”的称号。自2000年起，作为全国五大农业展会之一的中国国际蔬菜科技博览会都会于每年4月20日至5月30日在寿光举行，在增进技术交流和产品出口的同时，也吸引了更多的外商投资和合作项目，给寿光带来了明显的经济和社会效益。

### 工业
当地工业以造纸、化工、机械、食品、盐化工、防水建材业为主。总部位于寿光的晨鸣纸业公司是中国规模最大、效益最佳的造纸企业，其工厂遍布于全国的多个省份。而市境北部沿海的羊口港(又名羊角沟)附近则是中国最重要的原盐产区和盐碱化工基地之一，素有“盐都”之称，曾于1945年至1950年间短暂设市。